# Ahmed Ishtiaq Mubarak
Ahmed Ishtiaq Mubarak (6 de febrero de 1948 - 9 de agosto de 2013) fue un corredor de vallas de Malasia. Compitió en los Juegos Olímpicos de 1968, 1972 y 1976. También fue el portador de la bandera de Malasia en los Juegos Olímpicos de Montreal 1976.